# 郊区 (盐城市)
盐城市郊区，中国旧区名。
1983年由盐城县改置，在今江苏省盐城市郊。区人民政府驻潘黄镇。1996年撤销，改设盐都县。